# Anke Waelkens
Anke Waelkens (* 29. März 2000 in Halle) ist eine belgische Volleyballspielerin.

## Karriere
Waelkens spielte 2017 und 2018 in der belgischen Juniorennationalmannschaft und anschließend beim Spitzenverein Asterix Avo Beveren, mit dem sie 2019 und 2020 die belgische Meisterschaft gewann. In der Folge war Waelkens bei den Ligakonkurrenten Volley Saturnus Michelbeke, VC Oudegem und Charleroi Volley aktiv. Seit 2023 spielt sie auch in der A-Nationalmannschaft. 2025 wurde die Mittelblockerin vom deutschen Bundesligisten USC Münster verpflichtet.